# سادووکا
سادووکا (به لهستانی:  Sadówka) یک روستا در لهستان است که در گمینا سترکوو واقع شده‌است.